# Unione Sportiva Lecce 1983-1984
Questa voce raccoglie le informazioni riguardanti l'Unione Sportiva Lecce nelle competizioni ufficiali della stagione 1983-1984.

## Divise e sponsor
Per l'annata 1983-1984 il fornitore tecnico è adidas, mentre lo sponsor ufficiale è Lemonsoda.
| Casa | Trasferta |

## Rosa
| N. |                   | Ruolo | Calciatore               |
| -- | ----------------- | ----- | ------------------------ |
|    | Italia (bandiera) | P     | Giordano Negretti        |
|    | Italia (bandiera) | P     | Enrico Pionetti          |
|    | Italia (bandiera) | D     | Giuseppe Bagnato         |
|    | Italia (bandiera) | D     | Michele Lorusso          |
|    | Italia (bandiera) | D     | Ciro Pezzella            |
|    | Italia (bandiera) | D     | Salvatore Antonio Nobile |
|    | Italia (bandiera) | D     | Carmelo Miceli           |
|    | Italia (bandiera) | D     | Stefano Di Chiara        |
|    | Italia (bandiera) | D     | Roberto Miggiano         |
|    | Italia (bandiera) | D     | Ezio Rossi               |
|    | Italia (bandiera) | C     | Maurizio Orlandi         |
|    | Italia (bandiera) | C     | Dario Levanto            |

| N. |                   | Ruolo | Calciatore        |
| -- | ----------------- | ----- | ----------------- |
|    | Italia (bandiera) | C     | Roberto Rizzo     |
|    | Italia (bandiera) | C     | Carmelo Bagnato   |
|    | Italia (bandiera) | C     | Claudio Luperto   |
|    | Italia (bandiera) | C     | Giorgio Enzo      |
|    | Italia (bandiera) | C     | Rodolfo Vanoli    |
|    | Italia (bandiera) | C     | Ruggero Cannito   |
|    | Italia (bandiera) | C     | Nello Cianci      |
|    | Italia (bandiera) | A     | Alberto Di Chiara |
|    | Italia (bandiera) | A     | Loriano Cipriani  |
|    | Italia (bandiera) | A     | Ricardo Paciocco  |

## Calciomercato

### Sessione autunnale
| Acquisti | Acquisti         | Acquisti   | Acquisti |
| R.       | Nome             | da         | Modalità |
| -------- | ---------------- | ---------- | -------- |
| D        | Ezio Rossi       | Torino     | -        |
| C        | Rodolfo Vanoli   | Pro Patria | -        |
| A        | Ricardo Paciocco | Milan      | -        |

| Cessioni | Cessioni | Cessioni | Cessioni |
| R.       | Nome     | a        | Modalità |
| -------- | -------- | -------- | -------- |

## Risultati

### Serie B

#### Girone di andata
| 11 settembre 1983 1ª giornata | Lecce | 2 – 1 | Monza |  |

| 18 settembre 1983 2ª giornata | Empoli | 2 – 1 | Lecce |  |

| 25 settembre 1983 3ª giornata | Lecce | 1 – 1 | Cremonese |  |

| 2 ottobre 1983 4ª giornata | Pistoiese | 1 – 0 | Lecce |  |

| 9 ottobre 1983 5ª giornata | Lecce | 1 – 0 | Atalanta |  |

| 16 ottobre 1983 6ª giornata | Palermo | 1 – 1 | Lecce |  |

| 23 ottobre 1983 7ª giornata | Lecce | 0 – 0 | Campobasso |  |

| 30 ottobre 1983 8ª giornata | Triestina | 1 – 1 | Lecce |  |

| 6 novembre 1983 9ª giornata | Arezzo | 1 – 1 | Lecce |  |

| 13 novembre 1983 10ª giornata | Lecce | 0 – 0 | Sambenedettese |  |

| 20 novembre 1983 11ª giornata | Cavese | 1 – 1 | Lecce |  |

| 27 novembre 1983 12ª giornata | Lecce | 1 – 2 | Cagliari |  |

| 4 dicembre 1983 13ª giornata | Varese | 0 – 0 | Lecce |  |

| 11 dicembre 1983 14ª giornata | Lecce | 2 – 0 | Cesena |  |

| 18 dicembre 1983 15ª giornata | Catanzaro | 0 – 1 | Lecce |  |

| 31 dicembre 1983 16ª giornata | Como | 1 – 0 | Lecce |  |

| 18 ottobre 1959 17ª giornata | Lecce | 0 – 2 | Padova |  |

| 15 gennaio 1984 18ª giornata | Perugia | 1 – 1 | Lecce |  |

| 22 gennaio 1984 19ª giornata | Lecce | 2 – 0 | Pescara |  |

#### Girone di ritorno
| 29 gennaio 1984 20ª giornata | Monza | 1 – 0 | Lecce |  |

| 5 febbraio 1984 21ª giornata | Lecce | 2 – 0 | Empoli |  |

| 12 febbraio 1984 22ª giornata | Cremonese | 0 – 0 | Lecce |  |

| 26 febbraio 1984 23ª giornata | Lecce | 1 – 0 | Pistoiese |  |

| 4 marzo 1984 24ª giornata | Atalanta | 1 – 1 | Lecce |  |

| 11 marzo 1984 25ª giornata | Lecce | 1 – 0 | Palermo |  |

| 18 marzo 1984 26ª giornata | Campobasso | 1 – 0 | Lecce |  |

| 25 marzo 1984 27ª giornata | Lecce | 0 – 1 | Triestina |  |

| 1º aprile 1984 28ª giornata | Lecce | 1 – 0 | Arezzo |  |

| 8 aprile 1984 29ª giornata | Sambenedettese | 1 – 2 | Lecce |  |

| 15 aprile 1984 30ª giornata | Lecce | 1 – 0 | Cavese |  |

| 21 aprile 1984 31ª giornata | Cagliari | 0 – 0 | Lecce |  |

| 29 aprile 1984 32ª giornata | Lecce | 4 – 0 | Varese |  |

| 6 maggio 1984 33ª giornata | Cesena | 2 – 2 | Lecce |  |

| 13 maggio 1984 34ª giornata | Lecce | 0 – 0 | Catanzaro |  |

| 20 maggio 1984 35ª giornata | Lecce | 1 – 0 | Como |  |

| 27 maggio 1984 36ª giornata | Padova | 5 – 0 | Lecce |  |

| 3 giugno 1984 37ª giornata | Lecce | 1 – 1 | Perugia |  |

| 10 giugno 1984 38ª giornata | Pescara | 0 – 0 | Lecce |  |

### Coppa Italia

#### Fase a gironi
| Arbitro: | De Marchi (Novara) |

|                       |           |             |
| Alivernini 40’ (rig.) | Marcatori | 81’ Luperto |

| Arbitro: | Benedetti (Roma) |

|             |           |            |
| Bagnato 35’ | Marcatori | 74’ Pulici |

| Arbitro: | Ciulli (Roma) |

|                       |           |                              |
| Bagnato 49’ Rizzo 77’ | Marcatori | 28’ (aut.) Orlandi 73’ Juary |

| Arbitro: | Tubertini (Bologna) |

|                    |           |  |
| Polenta 88’ (rig.) | Marcatori |  |

| Arbitro: | Pairetto (Torino) |

|                                           |           |             |
| Todesco 15’ Matteoli 20’, 73’ Manarin 49’ | Marcatori | 37’ Orlandi |

## Statistiche

### Statistiche di squadra
| Competizione | Punti | In casa | In casa | In casa | In casa | In casa | In casa | In trasferta | In trasferta | In trasferta | In trasferta | In trasferta | In trasferta | Totale | Totale | Totale | Totale | Totale | Totale | DR |
| Competizione | Punti | G       | V       | N       | P       | Gf      | Gs      | G            | V            | N            | P            | Gf           | Gs           | G      | V      | N      | P      | Gf     | Gs     | DR |
| ------------ | ----- | ------- | ------- | ------- | ------- | ------- | ------- | ------------ | ------------ | ------------ | ------------ | ------------ | ------------ | ------ | ------ | ------ | ------ | ------ | ------ | -- |
| Serie B      | 42    | 19      | 11      | 5       | 3       | 21      | 8       | 19           | 2            | 11           | 6            | 12           | 20           | 38     | 13     | 16     | 9      | 33     | 28     | +5 |
| Coppa Italia | 3     | 2       | 0       | 2       | 0       | 3       | 3       | 3            | 0            | 1            | 2            | 2            | 6            | 5      | 0      | 3      | 2      | 5      | 9      | -4 |
| Totale       |       | 21      | 11      | 7       | 3       | 24      | 11      | 22           | 2            | 12           | 8            | 14           | 26           | 43     | 13     | 19     | 11     | 38     | 37     | +1 |

### Statistiche dei giocatori
| Giocatore    | Serie B  | Serie B | Serie B     | Serie B    | Coppa Italia | Coppa Italia | Coppa Italia | Coppa Italia | Totale   | Totale | Totale      | Totale     |
| Giocatore    | Presenze | Reti    | Ammonizioni | Espulsioni | Presenze     | Reti         | Ammonizioni  | Espulsioni   | Presenze | Reti   | Ammonizioni | Espulsioni |
| ------------ | -------- | ------- | ----------- | ---------- | ------------ | ------------ | ------------ | ------------ | -------- | ------ | ----------- | ---------- |
| C. Bagnato   | 31       | 3       | ?           | ?          | ?            | ?            | ?            | ?            | 31+      | 3+     | ?           | ?          |
| G. Bagnato   | 35       | 1       | ?           | ?          | ?            | ?            | ?            | ?            | 35+      | 1+     | ?           | ?          |
| R. Cannito   | 16       | 0       | ?           | ?          | ?            | ?            | ?            | ?            | 16+      | 0+     | ?           | ?          |
| N. Cianci    | 16       | 0       | ?           | ?          | ?            | ?            | ?            | ?            | 16+      | 0+     | ?           | ?          |
| L. Cipriani  | 34       | 3       | ?           | ?          | ?            | ?            | ?            | ?            | 34+      | 3+     | ?           | ?          |
| A. Di Chiara | 36       | 4       | ?           | ?          | ?            | ?            | ?            | ?            | 36+      | 4+     | ?           | ?          |
| S. Di Chiara | 32       | 1       | ?           | ?          | ?            | ?            | ?            | ?            | 32+      | 1+     | ?           | ?          |
| G. Enzo      | 33       | 0       | ?           | ?          | ?            | ?            | ?            | ?            | 33+      | 0+     | ?           | ?          |
| D. Levanto   | 1        | 0       | ?           | ?          | ?            | ?            | ?            | ?            | 1+       | 0+     | ?           | ?          |
| M. Lorusso   | 7        | 0       | ?           | ?          | ?            | ?            | ?            | ?            | 7+       | 0+     | ?           | ?          |
| C. Luperto   | 36       | 8       | ?           | ?          | ?            | ?            | ?            | ?            | 36+      | 8+     | ?           | ?          |
| C. Miceli    | 29       | 2       | ?           | ?          | ?            | ?            | ?            | ?            | 29+      | 2+     | ?           | ?          |
| R. Miggiano  | 10       | 0       | ?           | ?          | ?            | ?            | ?            | ?            | 10+      | 0+     | ?           | ?          |
| G. Negretti  | 2        | 0       | ?           | ?          | ?            | ?            | ?            | ?            | 2+       | 0+     | ?           | ?          |
| S. Nobile    | 3        | 0       | ?           | ?          | ?            | ?            | ?            | ?            | 3+       | 0+     | ?           | ?          |
| M. Orlandi   | 34       | 2       | ?           | ?          | ?            | ?            | ?            | ?            | 34+      | 2+     | ?           | ?          |
| R. Paciocco  | 22       | 2       | ?           | ?          | ?            | ?            | ?            | ?            | 22+      | 2+     | ?           | ?          |
| C. Pezzella  | 11       | 0       | ?           | ?          | ?            | ?            | ?            | ?            | 11+      | 0+     | ?           | ?          |
| E. Pionetti  | 36       | -28     | ?           | ?          | ?            | ?            | ?            | ?            | 36+      | -28+   | ?           | ?          |
| R. Rizzo     | 28       | 3       | ?           | ?          | ?            | ?            | ?            | ?            | 28+      | 3+     | ?           | ?          |
| E. Rossi     | 21       | 3       | ?           | ?          | ?            | ?            | ?            | ?            | 21+      | 3+     | ?           | ?          |
| R. Vanoli    | 16       | 0       | ?           | ?          | ?            | ?            | ?            | ?            | 16+      | 0+     | ?           | ?          |